# Солопака (Беневенто)
Солопака (итал. Solopaca) је насеље у Италији у округу Беневенто, региону Кампанија.
Према процени из 2011. у насељу је живело 2993 становника. Насеље се налази на надморској висини од 151 м.

## Становништво
Према резултатима пописа становништва 2011. у општини је живело 3.956 становника.
| 1931. | 1936. | 1951. | 1961. | 1971. | 1981. | 1991. | 2001. | 2011. |
| ----- | ----- | ----- | ----- | ----- | ----- | ----- | ----- | ----- |
| 5.613 | 5.864 | 6.092 | 5.556 | 4.628 | 4.492 | 4.447 | 4.163 | 3.956 |